# Le Baptême du feu (roman)
 (mars 2020).
Si vous disposez d'ouvrages ou d'articles de référence ou si vous connaissez des sites web de qualité traitant du thème abordé ici, merci de compléter l'article en donnant les références utiles à sa vérifiabilité et en les liant à la section « Notes et références ».
Le Baptême du feu (titre original : The Thursday War) est un roman de science-fiction écrit par Karen Traviss, publié en 2012, se situant dans l'univers de Halo. Il constitue le deuxième volume d'une trilogie intitulée Kilo-5, commencée avec Les Mondes de verre et se terminant avec Dictata mortels.